# من به خودم هشدار دادم
«من به خودم هشدار دادم» (انگلیسی: I Warned Myself) آهنگی از خواننده آمریکایی چارلی پوث که با همکاری آتلانتیک رکوردز در ۲۱ اوت ۲۰۱۹ منتشر شد.